# Ioana Mihăilă
Ioana Mihăilă (n. 20 noiembrie 1980, Lăzăreni, România) este un politician român, medic endocrinolog și fost ministru al Sănătății.

## Biografie
Ioana Mihăilă s-a născut pe data de 20 noiembrie 1980, petrecându-și copilăria într-un sat din comuna Lăzăreni, județul Bihor. A urmat cursurile Colegiului Național „Mihai Eminescu” din Oradea.
În anul 1999 și-a început studiile la Universitatea de Medicină și Farmacie „Iuliu Hațieganu” din Cluj-Napoca, pe care le-a finalizat în anul 2005. În anul 2008 a primit atestat de ecografie endocrină din partea Universității de Medicină și Farmacie „Grigore T. Popa” din Iași.

### Activitate profesională
Între anii 2006 și 2010 a profesat la Spitalul Clinic Județean Cluj, în funcția de medic rezident cu specializarea endocrinologie. Din 2011 este medic specialist, iar din 2014 este coordonator medical al unei clinici private, pe care a înființat-o în 2011 împreună cu soțul ei.

## Activitate politică
Mihăilă a fost membră PNL între anii 2013 și 2018. Din 2018 este membră PLUS, partid pe care l-a reprezentat la alegerile locale din 2020 pentru primăria Oradea. Mihăilă a ocupat funcția de secretar de stat în Ministerul Sănătății între 1 februarie și 21 aprilie 2021, în timpul ministeriatului lui Vlad Voiculescu. În aprilie 2021, a fost propusă de USR-PLUS pentru funcția de ministru al sănătății în Guvernul Florin Cîțu, în urma demiterii lui Vlad Voiculescu.

### Ministru al Sănătății
În urma revocării din funcție a lui Vlad Voiculescu, Mihăilă i-a luat locul în guvernul Florin Cîțu începând cu data de 21 aprilie 2021.

## Viață personală
Ioana Mihăilă este căsătorită cu Marius Mihăilă, cu care are doi copii.